# John Selman
John Selman, né le 16 novembre 1839 et mort le 6 avril 1896 est un personnage ayant assassiné le hors-la-loi John Wesley Hardin le 19 août 1895 dans un saloon d'El Paso.